# یانووکا (استان پودلاسکی)
یانووکا (به لاتین: Janówka) یک روستا در لهستان است که در گمینا اوگوستوو واقع شده‌است.